# Hans-Ola Ericsson
Hans-Ola Ericsson (* 19. Juli 1958 in Stockholm) ist ein schwedischer Organist, Komponist, Hochschullehrer und Maler.

## Leben
Hans-Ola Ericsson studierte in Stockholm, Freiburg, in den USA und Venedig bei Klaus Huber, Edith Picht-Axenfeld, Zsigmond Szathmáry, Brian Ferneyhough, Luigi Nono sowie bei Olivier Messiaen.
1989 wurde er zum Professor an die Hochschule für Musik in Piteå sowie an die Technische Universität Luleå berufen. Im Sommer 1990 war er Dozent bei den Darmstädter Ferienkursen. Als Gastprofessor unterrichtete er seit 1996 an der Hochschule für Künste Bremen. Bekannt wurde er vor allem als Interpret für die Orgelmusik Olivier Messiaens, dessen Gesamtwerk er Anfang der 1990er Jahre auf CD einspielte, und durch sein Engagement für zeitgenössische Orgelmusik.
Von 2001 bis 2006 war er Principal Guest Organist und Artistic Adviser für das Lahti Organ Festival in Finnland. Von 2011 bis zu seiner Emeritierung 2020 war er Professor an der Schulich School of Music der McGill University in Montreal. Seit der COVID-Pandemie 2020 widmet er sich zunehmend der Malerei.

## Ehrungen
- 1990: Kranichsteiner Musikpreis für Orgel.[4]
- 2000: Berufung in die Königlich Schwedische Musikakademie in Stockholm.

## Werke
- Magnificat op. 6, 1974.
- Via dolorosa, op. 12, für Orgel (2 Spieler), 1974.
- Dies irae, für Soli (TTBarBKontraB) und 12-stimmigen Chor, 1975.
- Orgel-Symphonie i tre satser, op. 13, 1975/1976.
- Tiden, vision, ensam, op 16, für Solo-Sopran und Klavier.
- Gesänge der Toten. op. 18, für Orgel, 1977.
- Niemandsland, op. 23, für Orgel und Tonband, 1977/1978.
- … and all that remains is silence … für Chor, 1984.
- Melody to the Memory of a Lost Friend, für Orgel und Tonband, 1985.
- The Four Beasts’ Amen, für Orgel and Elektronik 1999/2000.
- Canzon del Principe, für Orgel and Electronik, 2002.
- Bühnenmusik zum Drama Neuer Lübecker Totentanz, 2009.